# Milano-Sanremo 1971
La Milano-Sanremo 1971, sessantaduesima edizione della corsa, fu disputata il 19 marzo 1971, per un percorso totale di 288 km. Fu vinta dal belga Eddy Merckx, giunto al traguardo con il tempo di 7h21'20" alla media di 39,154 km/h davanti a Felice Gimondi e Gösta Pettersson.
I ciclisti che partirono da Milano furono 172; coloro che tagliarono il traguardo a Sanremo furono 47.
Dopo la cerimonia, Merckx partì immediatamente per il Belgio per deporre i fiori ricevuti sulla bara di Jean-Pierre Monseré. L'allora campione del mondo UCI era morto pochi giorni prima durante una corsa in preparazione alla Milano-Sanremo.

## Ordine d'arrivo (Top 10)
| Pos. | Corridore              | Squadra   | Tempo    |
| ---- | ---------------------- | --------- | -------- |
| 1    | Eddy Merckx            | Molteni   | 7h21'20" |
| 2    | Felice Gimondi         | Salvarani | a 30"    |
| 3    | Gösta Pettersson       | Ferretti  | s.t.     |
| 4    | Roberto Ballini        | Ferretti  | s.t.     |
| 5    | Joseph Bruyère         | Molteni   | a 38"    |
| 6    | Joseph Spruyt          | Molteni   | a 45"    |
| 7    | Gianni Motta           | Salvarani | a 47"    |
| 8    | Roger Rosiers          | Bic       | a 1'22"  |
| 9    | Albert Van Vlierberghe | Ferretti  | s.t.     |
| 10   | Yves Hézard            | Sonolor   | a 2'01"  |